# Poema Regius
El Poema Regius, también llamado Poema Masónico, o Manuscrito Real – de ahí el nombre de Regius -  por pertenecer a la biblioteca real del Rey Jorge II desde 1757, o también llamado Manuscrito Halliwell en honor a su primer editor James O. Halliwell, quien lo tradujera del inglés antiguo original en 1840 de la obra The early History of freemasonry in England - Historia de la primera (o temprana) Masonería en Inglaterra-) es un poema compuesto por 794 versos escritos en inglés medio, cuya rima lo hace en pareado. En él se narran los misterios practicados por la Masonería Operativa en Inglaterra en el siglo XIV.[cita requerida]

## Historia
El Poema Regius, según la mayoría de los investigadores, fue compuesto por un clérigo que además de desarrollar las labores propias de su condición como religioso,  posiblemente también tuviese funciones de secretaría, ya que en los versos que van del 143 al 146 indican que ya en aquella fecha la francmasonería pudiera tener entre sus miembros personas ajenas a su oficio de constructor, algo que a partir de las Constituciones de Anderson y el surgimiento de la Masonería Especulativa se les llamaría «los aceptados»
El documento se cree que fue escrito hacia el año 1390, y, aunque reaparece durante un inventario hecho por John Theyler en 1670, posteriormente fue vendido por Robert Scott en 1678. Tras una corta estancia oculto, es en el año 1757 cuando vuelve a ver la luz pero como perteneciente a la biblioteca real coincidiendo este momento con el reinado del Rey de Inglaterra, por entonces Jorge II el cual lo dona al Museo Británico donde se conservaría hasta la actualidad.

## Publicaciones
De las publicaciones más recientes a la vez que dotadas de un mayor rigor de investigación, destacan las llevadas a cabo por D. Knoop, G. P. Jones y D. Hamer, para el  The Regius MS (B. M. Bibb. Reg. 17-771), publicado en Mánchester, en 1938, junto al llamado Manuscrito Cooke, documento que fue fechado aproximadamente en los primeros años del siglo XV, y reeditado en 1963 por la Manchester University Press.  
Posteriormente se realizó y también publicó un minucioso trabajo de investigación y análisis por el francés Findel y que ese publicó en Histoire de la Franc-Maççonerie, t. I, pp. 86 a 96, así como también por E. Jouin en su Le Livre des constitutions maçonniques.
En 1970 se hizo también un buen trabajo sobre el  Manuscrito,  y corrió a cargo por  The Masonic Book Club, Bloomington, Illinois siendo reimpresa en 1975 a la vez que venía acompañada por un comentario de J. F. Smith, y una versión ya en inglés moderno de R. H. Baxter junto a un glosario. 
Recientemente la editorial catalana Alta Fulla en 1998 recoge junto a otros textos que publicaría la revista de investigación histórica Logia Villard de Honnecourt, perteneciente a la  Gran Logia Nacional Francesa, el texto presentado y traducido por E. Mazet y A. Crépin titulado: Travaux de la Loge de recherches Villard de Honnecourt, nº 6, 1983, pp. 19-121 (Cf. Pere Sánchez Ferré, introducción a J. Anderson, "La Constitución de 1723", y otros textos.

## Composición
El Poema Regius está compuesto por las siguientes partes:
- Fundación de la Masonería en Egipto por Euclides.
- Introducción de la Masonería en Inglaterra bajo el reinado de Adelstonus rey sajón, 925-939).
- Los Deberes: quince artículos.
- Los Deberes: quince puntos.
- Relato de los Cuatro Coronados.
- Relato de La Torre de Babel.
- Las Siete artes liberales.
- Exhortación sobre la misa y cómo conducirse en la iglesia.
- Instrucción sobre las buenas maneras.